# Spathula limicola
Spathula limicola är en plattmaskart som beskrevs av Frances R. Nurse 1950. Spathula limicola ingår i släktet Spathula och familjen Dugesiidae. Inga underarter finns listade i Catalogue of Life.